# Vergemoli
Vergemoli és una frazione del comune (municipi) de Fabbriche di Vergemoli, a la província de Lucca, a la regió italiana de la Toscana, situat uns 80 km al nord-oest de Florència i uns 25 km al nord-oest de Lucca.
Va ser un municipi independent fins al dia 1 de gener de 2014, que es va fusionar amb Fabbriche di Vallico per formar el nou municipi de Fabbriche di Vergemoli.

## Evolució demogràfica
| Gràfica d'evolució demogràfica de Vergemoli entre 1861 i |
|                                                          |
| Font: ISTAT - Elaboració gràfica de Viquipèdia           |